# Roger Pierrot
Roger Pierrot (Neuilly-sur-Seine, 11 février 1920 - Ivry-sur-Seine, 1er mars 2015), est un bibliothécaire français. Il était spécialiste d'Honoré de Balzac.

## Biographie
Licencié ès lettres, entré à la Bibliothèque Nationale en décembre 1943, Roger Pierrot y a fait toute sa carrière : ayant obtenu en 1944, le diplôme technique de bibliothécaire, il devient bibliothécaire en 1945, conservateur en 1958, conservateur en chef en 1968. Après avoir longtemps travaillé au Nouveau Catalogue général (1960-1969), il prend en 1968 la direction du département des Imprimés (1968-1978), et réussit à concilier la bibliographie et l'érudition avec cette lourde charge. Très engagé dans la normalisation et la formation, il enseigne la bibliographie et préside l'Association des bibliothécaires français de 1972 à 1975.
Il devient ensuite directeur du département des Manuscrits de 1978 au 2 janvier 1986. Il l'enrichit de belles pièces, mais aussi de grands ensembles de manuscrits contemporains notamment Les Champs magnétiques.
Spécialiste reconnu de Balzac, sa bibliographie ne comporte pas moins de cent soixante-dix titres dont sa participation de 1947 à 1990 à la rédaction de vingt-quatre catalogues d'expositions. Docteur ès lettres en 1974, pour un ensemble de travaux concernant Balzac, il est l'éditeur de la Correspondance de Balzac (Garnier, 1960-1969), en cinq volumes, ouvrage pour lequel il a reçu le prix de l'édition critique en 1964. Il a également établi sur les autographes de Balzac, la première édition intégrale des lettres à Madame Hanska aux éditions du Delta, en quatre volumes 1967-1971. Il publie la même édition, revue et mise à jour en 1990, chez Robert Laffont, en deux volumes de la collection Bouquins. En collaboration avec Hervé Yon, il publie une nouvelle édition considérablement augmentée de la Correspondance de Balzac dans la bibliothèque de la Pléiade (Gallimard, « Bibliothèque de la Pléiade », 2006, 2011, 2017).

### Travail scientifique
24 catalogues d'expositions de la Bibliothèque nationale :
- 1950 Balzac, catalogue par Roger Pierrot, Jean Adhémar et Jacques Lethève, introduction par Julien Cain. Galerie Mansart du 14 novembre 1950 au 3 février 1951.
- 1951 Diderot et l’« Encyclopédie », exposition commémorative du 2e centenaire de l’« Encyclopédie », catalogue établi par Georges Huard, Roger Pierrot et Jean Adhémar. Préface de Julien Cain. Galerie Mazarine du 28 juin 1951 au 28 octobre 1951.
- 1952 Hugo, exposition organisée pour célébrer le cent cinquantième anniversaire de sa naissance, Paris, 1952, catalogue par Georges Huard et Roger Pierrot, Jean Prinet et Françoise Gardey sous la dir. de Jean Porcher. Les Manuscrits de Victor Hugo conservés à la Bibliothèque nationale, par Suzanne Solente. Les Dessins de Victor Hugo, par Jean Prinet. Introduction par Julien Cain.
- 1954 Mérimée, catalogue par Pierre Josserand, Roger Pierrot, Jean Vallery-Radot, Pierre-Marie Auzas et Jean Adhémar. Préface de Julien Cain
- 1954 Sand, exposition organisée pour le cent-cinquantième anniversaire de sa naissance du 21 décembre 1954-31 janvier 1955. Catalogue par Roger Pierrot, Marie Cordroc'h, Jacques Lethève. Préface par Julien Cain.
- 1955 Sainte-Beuve, exposition organisée pour le cent cinquantième anniversaire de sa naissance, catalogue par Roger Pierrot, Marie Cordroc'h et Françoise Lapadu-Hargues, préface de Julien Cain.
- 1955 Nerval, exposition du 24 octobre-novembre 1955, catalogue par Roger Pierrot, Madeleine Cottin et Françoise Gardey. Préface de Julien Cain.
- 1955, « Le Journal encyclopédique » et la Société typographique, exposition en hommage à Pierre Rousseau, 1716-1785, et Charles-Auguste de Weissenbruch, 1744-1826. Bouillon, 1955. [Catalogue par Georges Haumont avec la collaboration de Roger Pierrot. La Société typographique, 1768-1788, par Fernand Clément. Préface de Julien Cain.
- 1957 Du « Journal encyclopédique » à la quadrichromie, deux siècles d'imprimerie, exposition du 4 au 27 octobre 1957 à la Bibliothèque royale. Catalogue par Fernand Clément, Roger Pierrot, Georges Colin. Préface par Herman Liebaers. Catalogue édité à Bruxelles
- 1957 Baudelaire, exposition organisée pour le centenaire des « Fleurs du mal », du 19 décembre 1957 au 28 février 1958, catalogue par Roger Pierrot, Claude Pichois, Marie Cordroc'h et Jean Adhémar. Préface par Julien Cain.

- 1957 Musset, exposition organisée pour le centenaire de sa mort, du 31 mai au 31 août 1957. Préface par Julien Cain. Catalogue par Marie Cordroc'h, Roger Pierrot et Nicole Villa (plan établi par R. Pierrot).
- 1960 Desbordes-Valmore 1786-1859, du 22 décembre 1959 au 5 mars 1960, catalogue par Roger Pierrot, Marie Cordroc'h et Edmond Pognon. Préface de Julien Cain.
- 1963 Vigny, catalogue par Marie Cordroc'h, Roger Pierrot et Jacques Lethève. Préface de Julien Cain.
- 1966 Hetzel, de Balzac à Jules Verne, un grand éditeur du XIXe siècle, Pierre-Jules Hetzel, Paris, 1966, catalogue par Marie Cordroc'h avec la collaboration de Marie-Laure Chastang et Roger Pierrot, préface par Étienne Dennery.

- 1985 Soleil d'encre, exposition pour le centenaire du décès de Victor Hugo, au Petit Palais, catalogue par Roger Pierrot, Judith Petit et Marie-Laure Prévost.

- 1990 En français dans le texte, dix siècles de lumières par le livre (Roger Pierrot membre du comité d'organisation et rédacteur de notices). Catalogue réimprimé en 2009.

Éditions :
- Balzac et Hugo, d'après leur correspondance. [Signé : Roger Pierrot. Avec des lettres de Léon Gozlan et de Mme Victor Hugo, Paris, A. Colin, 1953.
- « La Véritable Eugénie Grandet », Lille, Revue des sciences humaines, 1955, in-8°, paginé 437-458, planche, portrait, fac-sim. [D. L. 14693-55] Extrait de la « Revue des sciences humaines », no 4, octobre-décembre 1955, avec la coll. d'A. Chancerel.
- François Buloz éditeur et confident de Musset et de Sand : Lettres et fragment inédits publiés par Marie Cordroc'h et Roger Pierrot, Paris 1957.
- Trois Lettres inédites de Balzac. [A Custine (28 février 1835). À Dujarier (début décembre 1841). À Il defonse Rousset, 31 juillet 1848. Publiées par] Roger Pierrot (Cambridge, Mass. 1958).
- Correspondance d'Alfred de Musset ; [publ. par] Marie Cordroc'h, Roger Pierrot, Loïc Chotard, Paris : Presses universitaires de France, 1985.
- Honoré de Balzac, Fayard, 1994 ; 2e éd. revue, 1999
- Ève de Balzac, Stock, 1999 (prix Chateaubriand, 1999).
- Préface de La vie prodigieuse de Bernard-François Balssa, père d'Honoré de Balzac. Aux sources historiques de la Comédie humaine de Jean-Louis Dega, Rodez, Éditions Subervie, 1998

## Sources
- Entretien avec Roger Pierrot du 7 octobre 2000 / Jean-Yves Sarazin, Marie-Odile Illiano, interview ; Roger Pierrot, participant. - Reproduction numérisée. - Paris, Bibliothèque nationale de France, 2000. - 3 disques compacts enregistrables (2 h 31 min 09 s).
- Pour Balzac et pour les livres, hommage à Roger Pierrot, colloque de 1996, Klincksieck, 1999 avec p. 127-145, bibliographie de Roger Pierrot.
- Les informations bibliographiques antérieures à 1999 proviennent de la bibliographie figurant dans Pour Balzac et pour les livres, hommage à Roger Pierrot, Klincksieck, 1999